# Gråt støbejern
Gråt støbejern er én af de hovedtyper, der er af støbejern. I gråt støbejern forekommer kulstoffet som grafit, hvilket giver jernet dets grå farve, hvoraf navnet kommer. Grunden til, at kulstoffet i gråt støbejern forekommer som grafit, er følgende: For det første har gråt støbejern et højt indhold af silicium, og for det andet sker afkølingen af gråt støbejern langsomt i forhold til afkølingen af hvidt støbejern. Gråt støbejern indeholder austenit ved højere temperaturer, som bliver til perlit eller ferrit. Grafitten går ikke i forbindelse med jernet, så gråt støbejern er faktisk stål og grafit, som ligger i en struktur. Der er forskel på, hvor meget træk gråt støbejern kan holde til. Det afhænger af, hvor meget perlit og ferrit, der er i det grå støbejern. Jo mere perlit jo stærkere er jernet, dog til en vis grænse. Gråt støbejern indeholder som sagt mere silicium end hvidt støbejern, desuden indeholder det også mere kulstof end hvidt støbejern. Gråt støbejern indeholder også små mængder svovl, mangan og fosfor. 
I forhold til hvidt støbejern kan gråt støbejern svejses, dog kan der på det svejsede område dannes hvidt støbejern på grund af den opvarmning, der sker med jernet. Derfor er det nødvendigt at afkøle det langsomt. Gråt støbejern er ikke nær så hårdt som hvidt støbejern. Det bevirker også, at det er bearbejdeligt. Jo mere ferrit jernet indeholder, jo nemmere er det at bearbejde. Gråt støbejern bruges til forskellige formål, men da det er lyddæmpende, bruges det bl.a. til maskindele og også til bremseskiver til person- og lastbiler. 